# Éditions Odile Jacob
Pour les articles homonymes, voir Jacob (homonymie).
Les éditions Odile Jacob sont une maison d'édition française indépendante fondée par Odile Jacob.

## Histoire
Aidé par son conjoint Bernard Gotlieb,, Odile Jacob crée sa maison d'édition en 1986, après avoir appris le métier d'éditeur aux côtés de Jean-Claude Lattès de 1979 à 1981, puis en lançant la collection scientifique « Le Temps des sciences » chez la maison d'édition Fayard. En 1983, elle contribue au succès commercial de l'ouvrage L'Homme neuronal de Jean-Pierre Changeux en le faisant connaitre du grand public dans l'émission de télévision Apostrophes, de Bernard Pivot.
Bernard Gotlieb détient depuis le 10 janvier 2005, la majorité du capital de la maison d'édition via la société faîtière Société de participation du Panthéon,.
La librairie en ligne est créée en décembre 2011.

## Publications
La maison d'édition s'est spécialisée dès sa création dans le domaine de la vulgarisation scientifique publiant des ouvrages signés par d’importants scientifiques français et étrangers, faisant le point sur leur discipline et présentant les résultats de leurs recherches les plus avancées à un large public.

## Principaux auteurs
- Christophe André
- Élisabeth Badinter
- Jean-Claude Barreau
- Alain Bentolila
- Alain Berthoz
- Jean-Pierre Bibring
- Alain Braconnier
- André Brahic
- George W. Bush
- Luca Cavalli-Sforza
- Jean-Pierre Changeux
- Georges Charpak
- Bill Clinton
- Yves Coppens
- Boris Cyrulnik
- Antonio Damasio
- Jean Dausset
- Jacques Delors
- Roger-Pol Droit
- Gerald Edelman
- Alain Ehrenberg
- Alberto Eiguer
- Marc Ferro
- Luc Ferry
- René Frydman
- Howard Gardner
- Mikhaïl Gorbatchev
- André Green
- Claude Hagège
- Stephen Hawking
- Françoise Héritier
- Samuel Huntington
- Michel Jouvet
- David Khayat
- François Lelord
- Henry de Lumley
- Edward Luttwak
- Luc Montagnier
- Aldo Naouri
- Tobie Nathan
- Claude Olievenstein
- Willy Pasini
- Roger Penrose
- Christian Perronne
- Pascal Picq
- Gabriel Robin
- François Roustang
- Gerhard Schröder
- Jean-Didier Vincent
- Daniel Widlöcher

### Articles externes
- Odile Jacob
- Vulgarisation scientifique